# John Harrysson
John Erik Harrysson (Gotemburgo, 7 de octubre de 1967) es un deportista sueco que compitió en vela en la clase Laser.
Ganó dos medallas de oro en el Campeonato Europeo de Laser, en los años 1993 y 1995. Participó en dos Juegos Olímpicos de Verano, en los años 1996 y 2000, ocupando el sexto lugar en Atlanta 1996, en la clase Laser.

## Palmarés internacional
| \| Campeonato Europeo \| Campeonato Europeo \| Campeonato Europeo \| Campeonato Europeo \| \| Año \| Lugar \| Medalla \| Clase \| \| ------------------ \| ------------------ \| ------------------ \| ------------------ \| \| 1993 \| Cagliari (Italia) \| Medalla de oro \| Laser \| \| 1995 \| Estambul (Turquía) \| Medalla de oro \| Laser \| |                    |                |       |
| Campeonato Europeo |                    |                |       |
| Año | Lugar              | Medalla        | Clase |
| 1993 | Cagliari (Italia)  | Medalla de oro | Laser |
| 1995 | Estambul (Turquía) | Medalla de oro | Laser |